# Rainbow Brite and the Star Stealer
 Rainbow Brite and the Star Stealer és una pel·lícula d'animació estatunidenco-japonesa, dirigida per Bernard Deyriès i Kimio Yabuki, estrenada el 1985, i produïda per la Warner Bros., DiC i Hallmark Cards.

## Argument
Quan Rainbow Brite (Bettina Bush) i el seu cavall màgic, Starlite (Andre Stojka), va a la Terra per començar la primavera, coneixen Stormy (Marissa Mendenhall), un altre magica noia que controla l'hivern amb el seu cavall, Skydancer (Peter Cullen). Ella, tanmateix, no vol acabar la seva diversió d'hivern, així que Rainbow batalla pel seu control sobre l'estació. Prova no prendre cap partit per Rainbow o Starlite, i marxen cap a la Terra. Quan arriben, es troben amb Brian (Scott Menville), el noi únic damunt Terra que els "pot" veure.

## Producció
La pel·lícula era la segona pel·lícula feta per DIC Enterprises, que abans havia tingut èxit amb els seus primers espectacles de televisió, Inspector Gadget i The Littles. DIC va ser contractat per Hallmark Cards per produir tres especials centrats en Rainbow Brite.
El projecte va ser dirigit per l'animador  francès Bernard Deyriès, ben conegut aleshores per les sèries de ciència-ficció de la DIC (Ulysses 31 i Mysterious Cities of Gold, ambdues també animades per estudis japonesos), i el soci japonès Kimio Yabuki, un llegendari animador a Toei Animació i antic cohort de Hayao Miyazaki. El director artístic de la pel·lícula, Rich Rudish, havia estat membre del staff de Hallmark de llavors ençà 1964.
La música va ser composta per Haim Saban i Shuki Levy, que va produir diverses músiques per animacions en els anys 80 i llançaria la sèrie Power Rangers el 1990. El coescriptor de la història Howard Cohen va escriure les cançons de la pel·lícula, "Brand New Day" i  "Rainbow Brite and Me".
La pel·lícula va ser produïda en només tres mesos, en aquell temps molt de pressa per uns dibuixos animats. Mentre la unitat dels EUA contribuïa a la producció de la pel·lícula, algunes empreses japoneses van ser subcontractades per  part de l'animació (aleshores es feia sovint amb les produccions de DIC), per exemple, Cockpit, Zaendou, Doga-Kobou, Tama, Crocus i Peacock.

## Rebuda
La pel·lícula no va ser vista abans de la seva estrena inicial pels crítics. Janet Maslin de The New York Times va dir en la seva curta ressenya, "no és una pel·lícula; és una eina de màrqueting.". Michael Blowen del ''The Boston Globe'' dit, "és tan incompetentment confeccionada que semblen els dibuixos de dissabte al matí de la Disney classics." Malgrat ser deixada per terra  pels crítics a Rotten Tomatoes, on actualment té un índex del 0%, la resposta d'audiència va ser molt més positiva, amb un  80% d'índex, una de les diferències més grans en índexs entre els crítics i l'audiència en el lloc citat.